# 网络安全办公室
网络安全办公室是美国总统奥巴马于2009年5月29日宣布成立的一个新机构，以协调美国政府为网络安全所做的努力。
奥巴马认为在网络上的威胁对美国的经济和国家安全形成了最严峻的挑战。他说，这个新办公室将由一位网络安全协调人来领导，领导人将协调国家安全委员和国家经济委员的工作。
奥巴马在一月份就职后不久，就命令对美国政府网络安全措施进行为期60天的全面审查。纽约时报报道说，美国军方计划设立一个网络司令部，这个司令部将负责实施计算机网络战的进攻和防守。